# Тенденція
Тенденція (від лат. tendere — спрямовувати, прагнути)  — напрям розвитку чого-небудь; прагнення, намір, властиві кому-, чому-небудь. Термін описує нахил і зростання певних еталонних значень, даних, подій чи полеміки у певному напрямку. Наприклад, це дозволяє, виходячи з того, що сталося в минулому, зробити висновок про майбутні події. Тренд може бути однаковим, зростаючим або спадаючим.
У багатьох сферах життя є тенденції: біржовий тренд, тенденції ринку, тенденції ринку праці, тенденції розвитку інтернет-представництва, тренд у політичній теорії, ЗМІ і тд.
У метеорології, як правило, вказують на тенденцію щоб дати прогноз майбутньої погоди. Те саме стосується економіки та статистики. У етології тенденція описує внутрішнє бажання діяти.
У засобах масової інформації тенденцією є впізнаваний намір твору (новини, газетної статті, книги, п'єси) відобразити певну думку, триваюче спрямування поширювати якусь ідею, рекомендуючи її більш чи менш відкрито.